# Мельникова (Ірбітський міський округ)
Ме́льникова (рос. Мельникова) — присілок у складі Ірбітського міського округу Свердловської області.
Населення — 486 осіб (2010, 461 у 2002).
Національний склад населення станом на 2002 рік: росіяни — 98 %.